# 達卡專區
達卡專區是孟加拉國8個專區之一，位於該國中部。西界贾木纳河—恆河（孟称博多河），東界加爾尼河—梅克納河。面積31,119.97平方公里，2001年人口39,044,716人。首府達卡市。

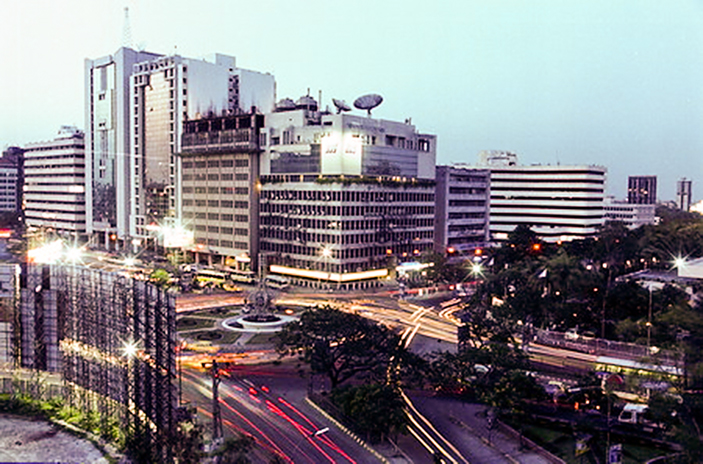
首府達卡市

下分17縣、58自治市、25,244村。